# Marino Girolami
Marino Girolami (* 1. Februar 1914 in Rom; † 20. Februar 1994 ebenda) war ein italienischer Filmregisseur, Drehbuchautor und Filmproduzent.

## Leben
Girolami brach sein kurzes Universitätsstudium der Medizin ab und verfolgte zunächst eine erfolgreiche Karriere als Amateurboxer. In dieser Sportart erreichte er den Europameistertitel seiner Gewichtsklasse und musste seine Karriere trotz bereits erfolgter Anmeldung zu den Olympischen Spielen von Berlin wegen Herzrhythmusstörungen beenden. Er besuchte das Centro Sperimentale di Cinematografia und debütierte beim Film 1941 als Schauspieler.
Nach zahlreichen Verpflichtungen als Regieassistent, wie bei Campo de’ Fiori von Mario Bonnard, mit dem er häufig zusammenarbeitete, und in gleicher Funktion bei Mario Soldati oder Renato Castellani.
1951 begann er seine Regietätigkeit, zunächst für italienische Versionen internationaler Produktionen. Bis zum Ende seiner Karriere führte er bei rund 80 Filmen Regie, schuf etwa 40 Drehbücher, produzierte 20 Filme und wirkte bei fünf Produktionen als Schauspieler in Nebenrollen mit.
Schwerpunkt seiner Arbeit bildete die Komödie und Verwandtes, wo er in den 1950er Jahren häufig mit Claudio Villa arbeitete; fast alle dieser Filme waren (teilweise große) Publikumserfolge, während die Kritik dieser Gebrauchsware ablehnend gegenüberstand. Vor allem ab 1968 erstreckte sich sein künstlerisches Betätigungsfeld von Historienfilmen, Western und Horrorfilmen hin zu Actionware, oftmals unter dem Pseudonym Frank Martin auf die Leinwand gebracht, welches er vorwiegend für internationale Produktionen verwendete; andere noms-de-film Girolamis sind Jean Bastide, Franco Martinelli, Charles Ramoulian, Dario Silvestri und Fred Wilson.
Girolami ist der Vater von Enzo G. Castellari und Ennio Girolami, sowie der Bruder von Romolo Guerrieri.
Er schuf eine Statue eines Boxers, die am Stadio dei Marmi in Rom steht.

## Filmografie (Auswahl)
Regisseur
- 1950: Der Weg ins Verderben (La strada buia)
- 1951: Schatten über Neapel (Amore e sangue)
- 1953: Ring frei für die Liebe (Era lei che lo voleva!)
- 1956: Eine Nacht mit 16 Blondinen (Serenata per sedici bionde)
- 1958: Quando gli angeli piangono
- 1959: Dieser Schatz von Papa (Quel tesoro di papà)
- 1961: Der Erpresser ruft an (Un figlio d’oggi)
- 1961: Die prächtigen Sieben (Le magnifiche 7)
- 1962: Achilles (L’ira di Achille)
- 1964: I magnifici Brutos del West
- 1965: Il piombo e la carne
- 1967: Zwei Trottel gegen Django (Due Rrringos nel Texas)
- 1968: Anche nel West c’era una volta Dio
- 1970: Bleigewitter (Reverendo Colt) (ungenannt; auch Produktion)
- 1973: Wer macht was mit wem, und warum nicht mit mir? (Maria Rosa la guardona)
- 1974: Herr General, Sie könn’ uns mal (4 marmittoni alle grandi manovre)
- 1975: Gewalt rast durch die Stadt (Roma violenta)
- 1975: Komm, wir machen Liebe (La moglie vergine)
- 1975: Schüler lieben hübsche Hasen (Grazie… nonna)
- 1976: Cop Hunter (Italia a mano armata)
- 1976: Die blutigen Spiele der Reichen (Roma: l’altra faccia della violenza)
- 1977: Schieß Du… Ich hol’ Verpflegung (Kakkientruppen)
- 1979: Ein Haus voll Verrückter (Dove vai se il vizietto non ce l'hai?)
- 1980: Flying Sex – Die kessen Stewardessen (Sesso profondo)
- 1980: Zombies unter Kannibalen (Zombi Holocaust)
- 1980: Flotte Teens – Runter mit den Jeans! (La liceale al mare con l’amica di papà)
- 1981: Das völlig irre Klassenzimmer (Pierino contro tutti)
- 1981: Die verrückteste Armee der Welt (L'esercito più pazzo del mondo)
- 1982: Giggi il bullo
- 1982: Pierino colpisce ancora

Produzent
- 1966: Django kennt kein Erbarmen (Pochi Dollari per Django)
- 1967: Die Satansbrut des Colonel Blake (7 winchester per un massacro)

Drehbuch
- 1968: Einer nach dem anderen – ohne Erbarmen (Uno a uno sin piedad)